# 魏璐诗
魏璐诗（英語：Ruth F. Weiss, 1908年12月11日—2006年3月6日），女，中国籍奥地利裔犹太记者，编辑。

## 生平
1908年出生在维也纳，毕业于维也纳大学英语和德语系。1933年来到上海逃避纳粹对于犹太人的迫害。一开始担任自由职业记者，之后在上海犹太人学校担任教师。第二次世界大战爆发后迁往成都担任《新闻快报》主任编辑。曾协助宋庆龄重建保卫中国同盟并担任中央委员会委员。1944年短暂在加拿大驻中国大使馆担任秘书，1945年成为联合国新闻宣传处担任记者，抗战胜利后任中国福利会执行委员。1946年任职于纽约联合国组织广播处。1951年返回中国担任北京国际新闻局英语专家以及《人民画报》社德语专家。1955年获得中华人民共和国国籍并担任第六、七届全国政协委员。1983年获得“外国专家”的称号。
2006年在北京逝世，享年97岁。2009年葬于上海宋庆龄陵园。